# تشن ينغ
تشن ينغ (بالإنجليزية: Chen Ying) هي لاعبة كرة الريشة صينية وأمريكية، ولدت في 1 ديسمبر 1971.

## وصلات خارجية
- تشن ينغ على موقع BWF.tournamentsoftware.com (الإنجليزية)
- تشن ينغ على موقع BWFbadminton.com (الإنجليزية)
- تشن ينغ على موقع اللجنة الأولمبية الدولية (الإنجليزية)
- تشن ينغ على موقع أوليمبيديا (الإنجليزية)